# Thestus alexandra
Thestus alexandra là một loài bọ cánh cứng trong họ Cerambycidae.